# Jacques Gerschwiler
Jacques Gerschwiler (* 10. September 1898  in Arbon; † 4. Mai 2000 in Genf) war ein Schweizer Eiskunstlauftrainer.
Gerschwiler war der Bruder des Eiskunstlauftrainers Arnold Gerschwiler und der Onkel des Weltmeisters von 1947, Hans Gerschwiler. Er trainierte in London. Zu seinen dortigen Schülern gehörten unter anderem Cecilia Colledge, Jeannette Altwegg und Valda Osborn.
Gerschwiler wurde 1976 in die World Figure Skating Hall of Fame aufgenommen.
| Personendaten    | Personendaten                 |
| ---------------- | ----------------------------- |
| NAME             | Gerschwiler, Jacques          |
| KURZBESCHREIBUNG | Schweizer Eiskunstlauftrainer |
| GEBURTSDATUM     | 10. September 1898            |
| GEBURTSORT       | Arbon                         |
| STERBEDATUM      | 4. Mai 2000                   |
| STERBEORT        | Genf                          |